# Галльська група (астрономія)

Анімація галльської групи супутників Сатурна
Сатурн
Альбіорікс·
Бефінд·
Ерріпо·
Тарвос

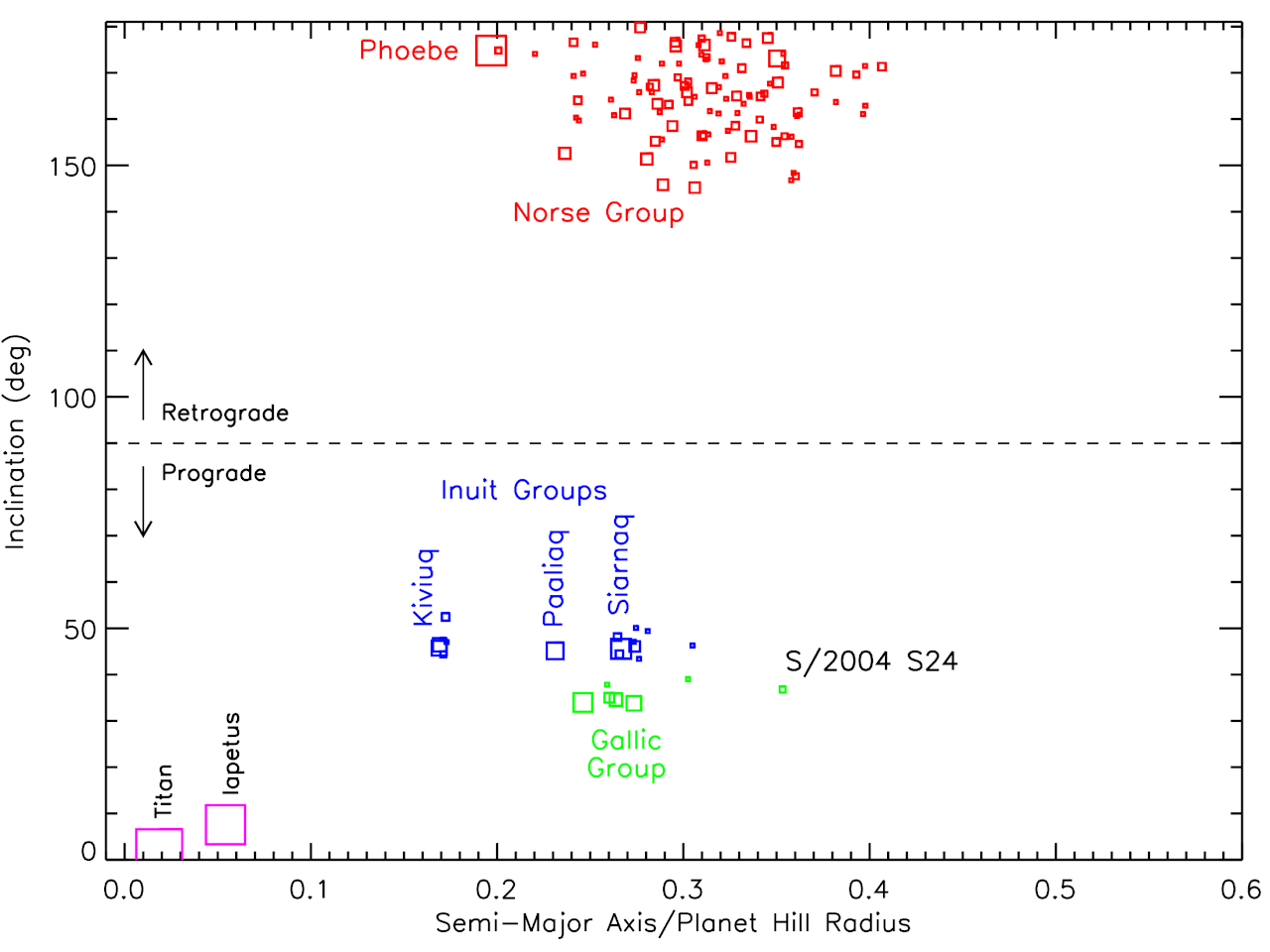
Діаграма, що ілюструє орбіти неправильних супутників Сатурна з позначеннями основних груп і супутників. Нахил і велика напіввісь представлені на осі Y і X відповідно. Супутники з кутом нахилу нижче 90° — попередні, а вище 90° — ретроградні. Вісь X позначається радіусом пагорба Сатурна.

Галльська група — динамічне угруповання проградних нерегулярних супутників Сатурна, що рухаються по подібних орбітах. Їх великі напіввісі коливаються між 16 і 19 мільйонів кілометрів, їхні нахили від 36° до 41°, а ексцентриситети від 0,46 до 0,53. Міжнародний астрономічний союз зберігає для цих супутників назви, взяті з галльської міфології.
Подібні середні орбітальні елементи змусили першовідкривачів постулювати спільне походження групи в розпаді більшого тіла.
Пізніше виявилося, що група фізично однорідна, всі супутники мають інфрачервоний колір (індекси кольору B − V = 0,91 і V − R = 0,48) і подібні інфрачервоні індекси.
Примітно, що нещодавні спостереження показали, що найбільший представник групи, Альбіорікс, насправді має два різні кольори: один сумісний з Ерріпо і Тавросом, а інший менш червоний. Замість спільного прабатька, було припущено, що Тарвос і Ерріпо могли бути фрагментами Альбіорікса, залишивши великий, менш червоний кратер. Для такого удару знадобилося б тіло з діаметром понад 1 км і відносною швидкістю близькою до 5 км/с, що призвело б до утворення великого кратера радіусом 12 км. Численні дуже великі кратери, які спостерігаються на Фебі, доводять існування таких зіткнень у минулому системи Сатурна.
Про відкриття 20 нових супутників Сатурна було оголошено в жовтні 2019 року командою під керівництвом Скотта Шеппарда за допомогою телескопа Субару в Мауна-Кеа. Один із них, S/2004 S 24, також є прогресивним і має подібний нахил, але обертається набагато далі від Сатурна, ніж інші галльські супутники. Однак, цей місяць також отримає назву з галльської міфології.
Члени групи (за збільшенням відстані від Сатурна відповідно до середніх орбітальних елементів JPL):
| Назва       | Діаметр (км) | Період (дні) |
| ----------- | ------------ | ------------ |
| Альбіорікс  | 28.6         | 783.49       |
| Бефінд      | 7            | 834.94       |
| S/2007 S 8  | 4            | 836.90       |
| S/2004 S 29 | 5            | 837.78       |
| Ерріпо      | 12           | 871.10       |
| Тарвос      | 16           | 926.37       |
| S/2020 S 4  | 3            | 926.92       |
| S/2006 S 12 | 4            | 1035.05      |
| S/2019 S 6  | 4            | 1066.40      |
| S/2004 S 24 | 3            | 1341.33      |